# Lestes tikalus
Lestes tikalus là loài chuồn chuồn trong họ Lestidae. Loài này được Kormoondy mô tả khoa học đầu tiên năm 1959.